# Data 70
Data 70 est une police de caractères de titrage sans empattements dessinée en 1970 par Bob Newman pour Letraset,.